# شهرستان او کلیر
شهرستان اویل کلر (به انگلیسی: Eau Claire County) یک منطقهٔ مسکونی در ایالات متحده آمریکا است که در ویسکانسین واقع شده‌است. شهرستان اویل کلر ۱٬۶۷۰٫۵۵ کیلومتر مربع مساحت و ۹۸٬۷۳۶ نفر جمعیت دارد.